# Guittone d'Arezzo
Guittone d'Arezzo (1235 – 1294) fou un poeta italià pertanyent al duocento que influí poderosament en Dante Alighieri, especialment en la seva elecció de la llengua vernacle com a vehicle expressiu i en l'ús del sonet. Participà en la pugna entre güelfs i gibel·lins com a partidari güelf, fet que l'obligà a exiliar-se durant uns anys de seu Arezzo natal.
La seva obra pot dividir-se en dues etapes ben diferenciades. La primera inclou els poemes d'amor i política, recollits en un Canzionere. Destaquen les referències a l'alta cultura, tant als clàssics com als precedents de la poesia trobadoresca i la tradició siciliana, que coneixia a fons. D'aquest darrer corrent va adoptar l'esquema de rimes i els jocs conceptuals propis del trobar clus, que mantindria al llarg de tota la seva obra.
El punt d'inflexió cabdal en la seva vida i obra és la decisió d'entrar a viure en un monestir després d'una forta crisi religiosa. La segona etapa de la seva producció reflecteix aquest canvi, no sols perquè signa les seves obres com a Fra Guittone, sinó pel rebuig exprés que fa dels seus poemes de joventut. En efecte, considera que l'amor cortès que defensava és incompatible amb la moral cristiana i el titlla de "follia" a la seva obra Trattato d'Amore. Alterna poemes de caràcter religiós amb una àmplia correspondència literària i didàctica.